# Lijst van burgemeesters van Batenburg
Dit is een lijst van burgemeesters van de voormalige Nederlandse gemeente Batenburg in de provincie Gelderland. 

De gemeente Batenburg ging in 1984 op in de fusiegemeente Wijchen. Tussen 1957 en 1984 waren de burgemeestersambten van Appeltern en Batenburg verenigd.
| Ambtsperiode | Naam burgemeester                                                                     | Partij of stroming | Bijzonderheden                                                                                         |
| ------------ | ------------------------------------------------------------------------------------- | ------------------ | --- |
| 1818-1823    | J. Poelman                                                                            |                    | |
| 1823-1850    | J. Hiebendaal                                                                         |                    | |
| 1850-1853    | B.F.J.A. (Barthold) baron van Verschuer                                               |                    | In een deel van dezelfde periode tevens burgemeester van Horssen en Bergharen                          |
| 1853-1855    | jhr. Jules Corneille Charles van Bommel                                               |                    | |
| 1855-1883    | C.N.D. Hiebendaal                                                                     |                    | |
| 1883-1886    | A.L. Dijkman                                                                          |                    | |
| 1886-1894    | G.L. (Gerard Lodewijk) van den Helm (1833-1905)                                       |                    | later burgemeester van Buurmalsen                                                                      |
| 1894         | A.J. Gijssen                                                                          |                    | |
| 1899-1905    | Rudolf Maria Franciscus Xaverius Clemens baron van Hövell tot Westerflier (1870-1955) |                    | |
| 1905-1914    | G.M. Jansen                                                                           |                    | |
| 1914-1919    | A.O.F.J.M. van Dijk                                                                   |                    | later burgemeester van Ewijk                                                                           |
| 1919-1939    | F.G. Caners                                                                           |                    | tevens burgemeester van Dieden, Demen en Langel (1906-1923) en burgemeester van Ravenstein (1923-1939) |
| 1939-1957    | W.J. Zweers                                                                           |                    | |
| 1957-1966    | A.J.A. Baltussen                                                                      | KVP                | Tevens burgemeester van Appeltern (1950-1966), later van Groesbeek                                     |
| 1966-1972    | W.C. Hillenaar                                                                        | KVP                | Tevens burgemeester van Appeltern                                                                      |
| 1972-1982    | Th. de Smeth van Deurne                                                               |                    | Tevens burgemeester van Appeltern                                                                      |
| 1982-1984    | H.J.J. Aalders                                                                        | CDA                | Waarnemend, tevens burgemeester van Appeltern                                                          |